# Barbados
Barbados je ostrovní unitární parlamentní republika a zároveň nejvýchodnější ostrov na východní hranici Karibiku. Leží ve východní části Malých Antil, známé jako Návětrné ostrovy. Tvoří jej izolovaně umístěný a korálovými útesy obklopený stejnojmenný ostrov. Leží asi 168 km od ostrovního státu Svatý Vincenc a Grenadiny a 400 km od státu Trinidad a Tobago. Je 34 km dlouhý a 23 km široký, zabírá plochu 432 km².
Ostrov má rozlohu 432 km² a s výjimkou několika oblastí ve vnitrozemí jej tvoří nížiny. Nejvyšší bod na ostrově je Mount Hillaby (337 m n. m.) Původ ostrova je nevulkanický, hlavní horninu tvoří vápenec vzniklý činností korálů na mořském dně, nadzvednutém v důsledku podsouvání Jihoamerické desky pod Karibskou.
Klima ostrova je tropické, pasáty udržují relativně mírné teploty nad ostrovem a přinášejí sezónní deště. Přirozený pokryv tvoří tropický deštný les a mangrovníkové porosty, ty však byly ve velké většině území vymýceny a z velké části nahrazeny plantážemi cukrové třtiny a pastvinami. Právě cukrová třtina a s ní svázaný průmysl byly dříve pro ostrov hlavním zdrojem živobytí, dnes se k ní přidal i cestovní ruch a bankovnictví.

## Historie

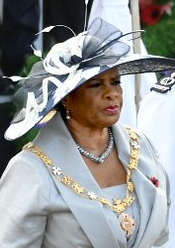
Prezidentka Sandra Masonová jako generální guvernérka Barbadosu v roce 2019

Ostrov byl objeven Portugalci v roce 1536. Své jméno dostal zřejmě podle dlouhých lián fíkovníků, které vypadají jako vousy. Od roku 1625 byl britskou kolonií, v roce 1627 sem z Anglie doplulo prvních 80 osadníků. Barbados měl rozsáhlou vnitřní autonomii, jeho parlament (House of Assembly, zřízen roku 1639) je třetí nejstarší na západní polokouli.[zdroj?]
V roce 1780 ostrov zasáhl a strašlivě zpustošil Velký hurikán, zahynulo 4 500 obyvatel.[zdroj?]
Od roku 1930 do roku 1951 získává autonomii. Roku 1951 bylo zavedeno všeobecné volební právo. V letech 1958–1962 byl součástí federace Západoindických ostrovů, ale již roku 1961 získal Barbados vnitřní autonomii a 30. 11. 1966 nezávislost.[zdroj?]
Generální guvernérka Barbadosu Sandra Masonová byla v nepřímé volbě v říjnu 2021 zvolena prezidentkou. Země se 30. listopadu 2021, v den 55. výročí nezávislosti země, stala republikou a Sandra Masonová složila prezidentskou přísahu. Změna státního zřízení se odehrála bez konání referenda.

## Státní symboly

### Vlajka
Barbadoská vlajka je tvořena listem o poměru stran 1:2, se třemi svislými pruhy – krajní jsou v barvě námořní modré, prostřední pruh je žlutý. Uprostřed vlajky je černý trojzubec.

## Geografie

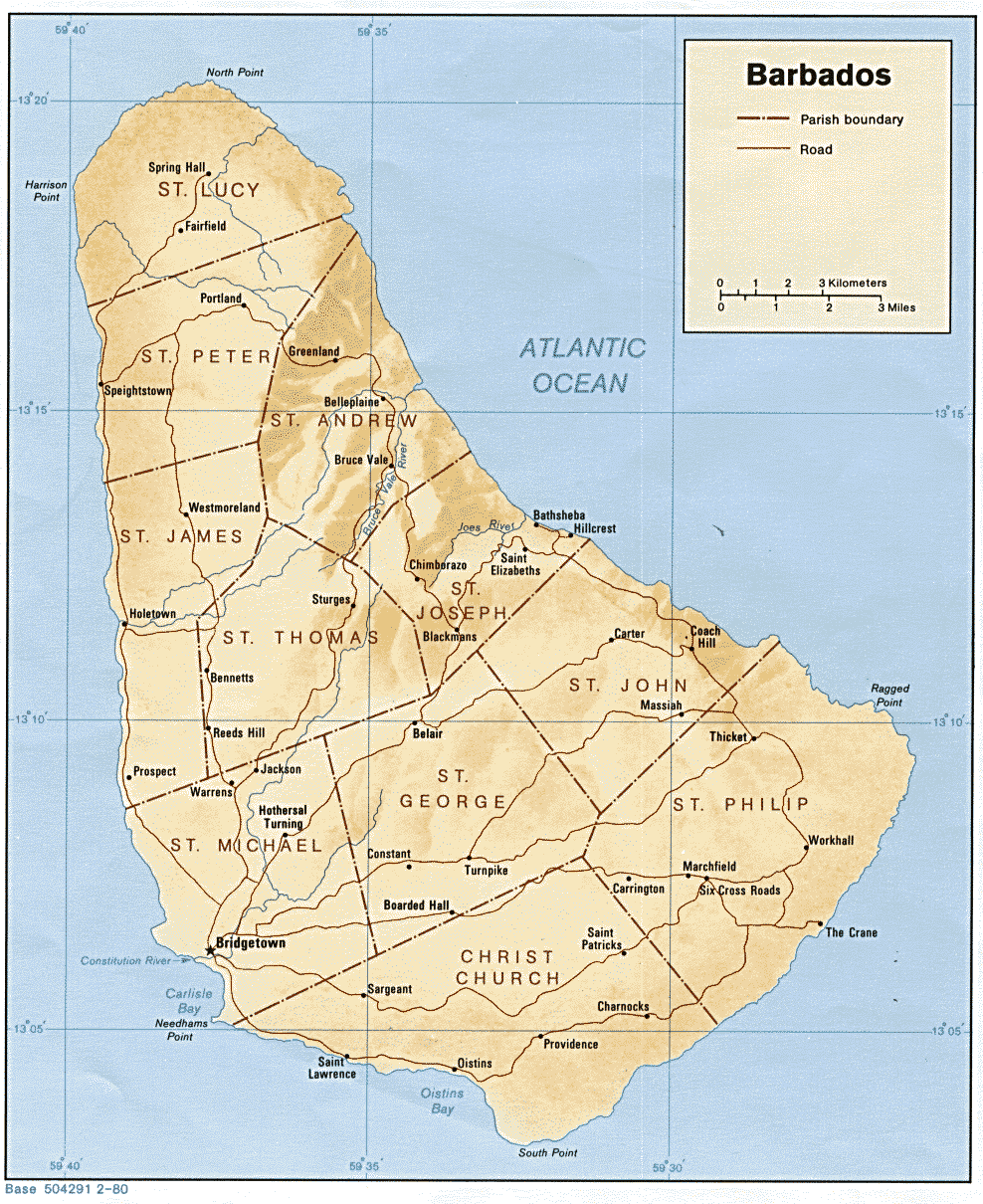
Mapa

Barbados leží v Atlantském oceánu, východně od ostatních ostrovů tzv. Západní Indie. Je to nejvýchodnější ostrov Malých Antil. Ostrov je poměrně rovinný v porovnání se západními sousedy. Většinu ostrova tvoří nížiny, v jeho vnitrozemí se nachází několik vyvýšených oblastí. Nejvyšší bod na ostrově je vrchol Mount Hillaby ve farnosti Saint Andrew (různé zdroje udávají 336–340 m n. m.) Původ ostrova je nevulkanický, vznikl nadzvednutím mořského dna v důsledku podsouvání Jihoamerické desky pod Karibskou. Mimo skalnaté jádro, které geologicky navazuje na Trinidad, tvoří hlavní horninu vápenec vzniklý činností korálů.[zdroj?]
Klima ostrova je tropické, pasáty udržují relativně mírné teploty nad ostrovem. Období dešťů spadá do období června až listopadu, období sucha na zbytek roku. Celkové roční srážky činí 1000–2300 mm. Teplota v období sucha tj. od prosince do května zastupuje hodnoty mezi 21 až 31 °C. Mezi měsíci červen a listopad je to od 23 až 30 °C. Podle Köppenovy klasifikace podnebí spadá Barbados do tropického monzunového klimatu. Nicméně mírné větry vanoucí 12 – 16 km/h během celého roku ovlivňují ostrov tak, že je klima spíše mírně tropické. Ostrov je poměrně často sužován tropickými bouřemi a hurikány.[zdroj?]
Přirozený pokryv tvoří tropický deštný les a mangrovníkové porosty, ty však byly ve velké většině území vymýceny a z velké části nahrazeny plantážemi cukrové třtiny a pastvinami. Orná půda tvoří 37,2 % plochy ostrova. Zalesněno je 12 % plochy ostrova, za původní les lze však považovat pouze asi 20 ha porostu.[zdroj?]

## Politika

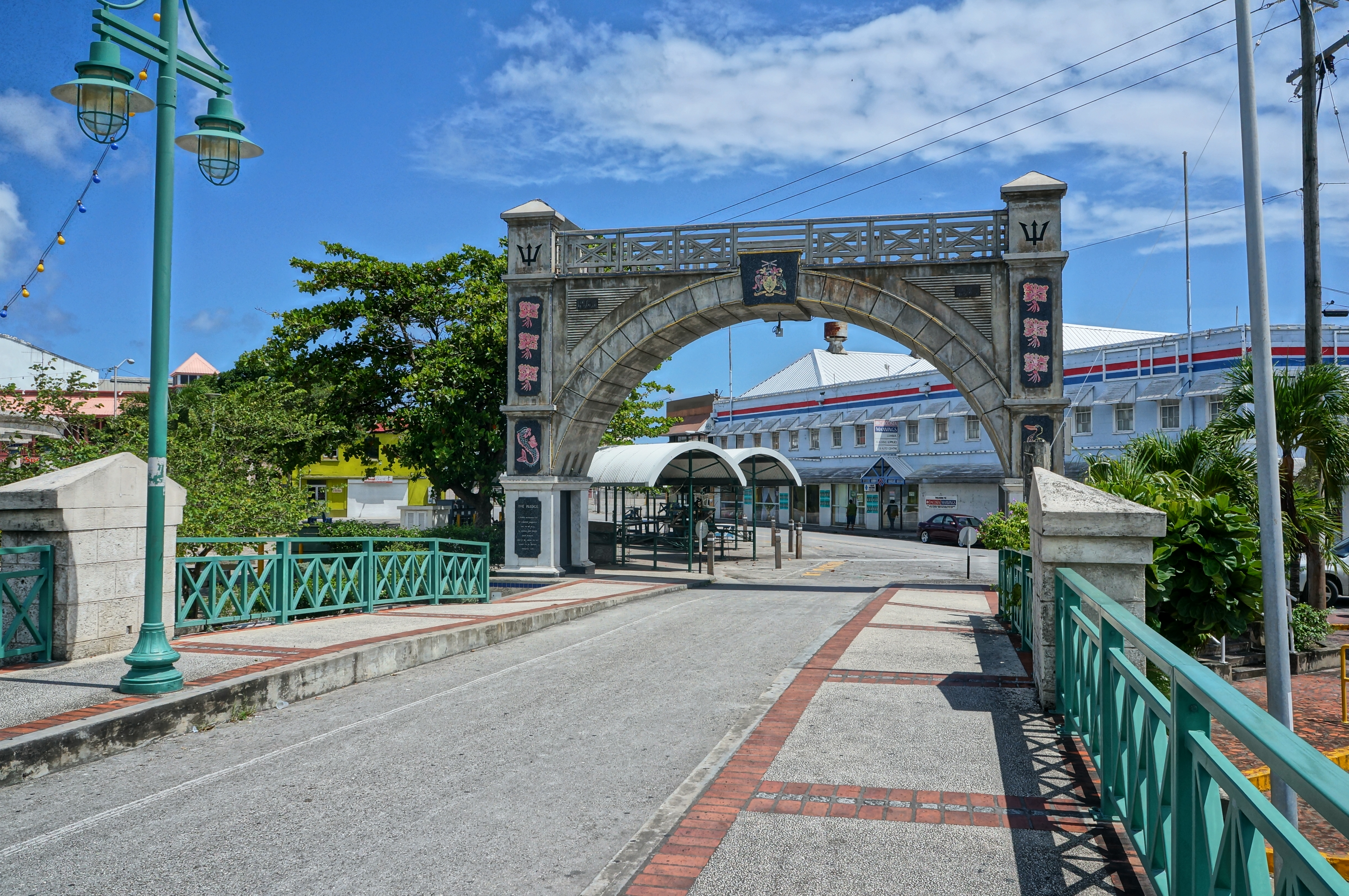
Independence Arch v hlavním městě Barbadosu Bridgetownu

Barbados je nezávislou zemí od roku 1966 ve formě parlamentní konstituční monarchie. Hlavou státu byla britská královna, která byla zastupována generálním guvernérem. Tento guvernér dával např. souhlas k uznání nového, předloženého zákona. Zákonodárnou moc má dvoukomorový parlament. Země je členem Commonwealthu; ostrov je územně rozdělen do 11 farností. Barbados je zapojen do několika regionálních karibských organizací např. Karibské společenství, Sdružení karibských států, Regionální bezpečnostní systém.[zdroj?]
V den 55. výročí nezávislosti země, 30. listopadu 2021, došlo ke změně formy vlády a Barbados se stal republikou.

### Administrativní dělení
Barbados se dělí do 11 samosprávních jednotek: Christ Church, Saint Andrew, Saint George, Saint James, Saint John, Saint Joseph, Saint Lucy, Saint Michael, Saint Peter, Saint Philip, Saint Thomas. Všechny části, kromě St. George a St. Thomas, které leží ve středu státu, jsou pobřežními oblastmi.[zdroj?]

### Přehled nejvyšších představitelů
- 30. 11. 1966 – 18. 5. 1967 – Sir John Montague Stow – generální guvernér
- 18. 5. 1967 – 9. 8. 1976 – Sir Arleigh Winston Scott – generální guvernér
- 9. 8. 1976 – 17. 11. 1976 – Sir William Randolph Douglas – úřadující generální guvernér
- 17. 11. 1976 – 9. 1. 1984 – Sir Deighton Harcourt Lisle Ward – generální guvernér
- 10. 1. 1984 – 24. 2. 1984 – Sir William Randolph Douglas – úřadující generální guvernér
- 24. 2. 1984 – 6. 6. 1990 – Sir Hugh Worrell Springer – generální guvernér
- 6. 6. 1990 – 19. 12. 1995 – Dame Ruth Nita Barrowová – generální guvernérka
- 19. 12. 1995 – 1. 6. 1996 – Sir Denys Ambrose Williams – úřadující generální guvernér
- 1. 6. 1996 – 31. 10. 2011 – Sir Clifford Straughn Husbands – generální guvernér
- 1. 11. 2011 – 30. 5. 2012 – Sir Elliott Belgrave – úřadující generální guvernér
- 30. 5. 2012 – 1. 6. 2012 – Dame Sandra Masonová – úřadující generální guvernérka
- 1. 6. 2012 – 30. 6. 2017 – Sir Elliott Belgrave – generální guvernér
- 1. 7. 2017 – 8. 1. 2018 – Sir Philip Greaves – úřadující generální guvernér
- 8. 1. 2018 – 30. 11. 2021 – Dame Sandra Masonová – generální guvernérka
- od 30. 11. 2021 – Sandra Masonová – prezidentka

## Demografie
Počet obyvatel: 286 000. 90 % obyvatelstva tvoří černoši, zbytek běloši (4 %), Asiaté a míšenci.[zdroj?]

### Jazyk

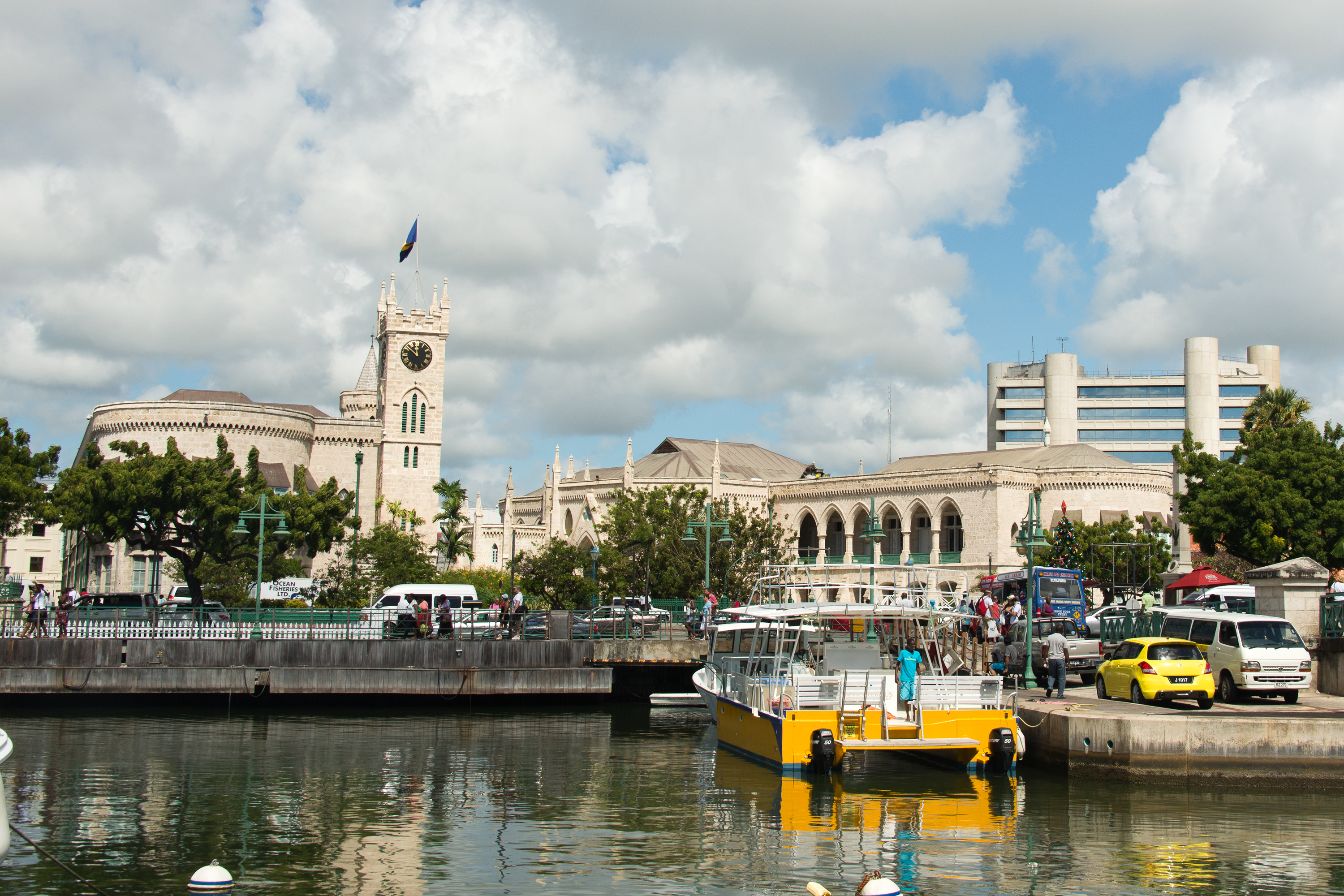
Bridgetown: budovy parlamentu a Centrální banky

Oficiálním jazykem Barbadosu je angličtina. Je užívána státní správou a ve veřejných službách po celém ostrově. Úroveň jazyka se velmi přibližuje britské angličtině, ovšem výslovnost a hláskování není úplně stejné.[zdroj?]
Jednou z variant barbadoské angličtiny je tzv. Bajan. Tato verze angličtiny je využívána v každodenním životě, v neformální mluvě. Bajan je ovlivněn ostatními karibskými dialekty. Tudíž může být pro anglického mluvčího problém tomuto nářečí porozumět.[zdroj?]

### Náboženství
Většinu obyvatel tvoří protestanti (67 %), z nichž většina se hlásí k anglikánům (40 % populace), významný podíl mají též letniční (8 %) a metodisté (7 %). Další významnou skupinou jsou římští katolíci (4 %), 17 % obyvatel se nehlásí k žádnému náboženství. Na ostrově se praktikuje více než 100 náboženských směrů.[zdroj?]
Anglikánská církev vytyčuje na ostrově od roku 1824 diecézi, v jejíž čele stojí biskup Barbadosu, současným je od roku 2000 John Walder Dunlop Holder. Vedle ní existuje od roku 1970 i římskokatolická diecéze Bridgetown, která je součástí Provincie Port of Spain a jejíž biskup zasedá v Antilské biskupské konferenci. V letech 2005–2011 byl biskupský stolec neobsazen, od roku 2011 je biskupem Charles Jason Gordon.[zdroj?]

### Vzdělání
Míra gramotnosti na Barbadosu je téměř 100 %. Systém veřejného vzdělávání na Barbadosu je vytvořen podle britského modelu. Vláda Barbadosu vynakládá 6,7 % HDP na vzdělávání a školství (v roce 2008).[zdroj?]
Všichni obyvatelé v zemi musí chodit do školy do 16 let. Barbados má na celém ostrově přes 70 základních škol a přes 20 středních škol. Existuje řada soukromých škol, včetně Montessori a International Baccalaureate. Zápis studentů na tyto školy představuje méně než 5 % z celkového počtu zápisů na veřejné školy. Největší vysoké školy na ostrově jsou Barbados Community College, Samuel Jackman Prescod Institute of Technology, Codrington College a kampus Cave Hill a Open Campus University of the West Indies a lékařské fakulty, jako jsou Ross University School of Medicine a American University of Integrative Sciences, School of Medicine.

### Kultura
Největší kulturní akcí, která se na ostrově koná, je karnevalový festival Crop Over. Poprvé se konal v roce 1974. Stejně jako v mnoha jiných karibských a latinskoamerických zemích je i Crop Over důležitou společenskou událostí. Festival zahrnuje hudební soutěže, přehlídku kostýmů, barevných soch a další tradiční aktivity. Crop Over začíná na začátku července a končí první pondělí v srpnu kostýmovaným průvodem v den Kadooment. Barbadijci, kteří sklidili nejvíce cukrové třtiny, jsou korunováni jako Král a Královna úrody.
| Den           | Anglický název       |                                                                   |
| ------------- | -------------------- | ----------------------------------------------------------------- |
| 1. ledna      | New Year's Day       | Nový rok                                                          |
| 21. ledna     | Errol Barrow Day     | Den uznání Errola Barrowa, Otce národa, od 21. ledna 1989.        |
| Březen–duben  | Good Friday          | Velký pátek                                                       |
| Březen–duben  | Easter Monday        | Velikonoční pondělí                                               |
| 28. dubna     | National Heroes' Day | Den uznání barbadoských národních hrdinů od 28. dubna 1998.       |
| 1.–7. května  | Labour Day           | Den práce                                                         |
| 1. srpna      | Emancipation Day     | Datum zrušení otroctví na ostrově od 1. srpna 1997.               |
| 1.–7. srpna   | Kadooment Day        | Ukončení oslav Crop Over                                          |
| 30. listopadu | Independence Day     | Den nezávislosti (od Spojeného království dne 30. listopadu 1966) |
| 25. prosince  | Chrismas Day         | Štědrý den                                                        |
| 26. prosince  | Boxing Day           | Svátek Vánoční                                                    |

### Sport
Stejně jako v jiných karibských zemích britského původu, tak nejpopulárnější sport je kriket. Kriket je jednou z nejsledovanějších her na Barbadosu a Kensington Oval je kvůli svému významu a přínosu pro tento sport často označován jako „Mekka v kriketu“. Kromě několika přípravných zápasů a šesti zápasů „Super Eight“ se v zemi konalo finále Mistrovství světa v kriketu 2007. Barbados produkoval mnoho skvělých hráčů kriketu včetně Sir Garfield Sobers, Sir Frank Worrell, Sir Clyde Walcott, Sir Everton Weekes, Gordon Greenidge, Wes Hall, Charlie Griffith, Joel Garner, Desmond Haynes a Malcolm Marshall.[zdroj?]

## Hospodářství
Významným zdrojem příjmů je zemědělství, zejména pěstování a export cukrové třtiny, výroba cukru, rumu, rybolov, lehká výroba, zejména elektrozařízení. Mnoho potravin se musí dovážet. Největší zisky plynou z cestovního ruchu. Ostrov je znám pro své bílé korálové pláže. Významný zisk přináší i bankovnictví.
[zdroj?]

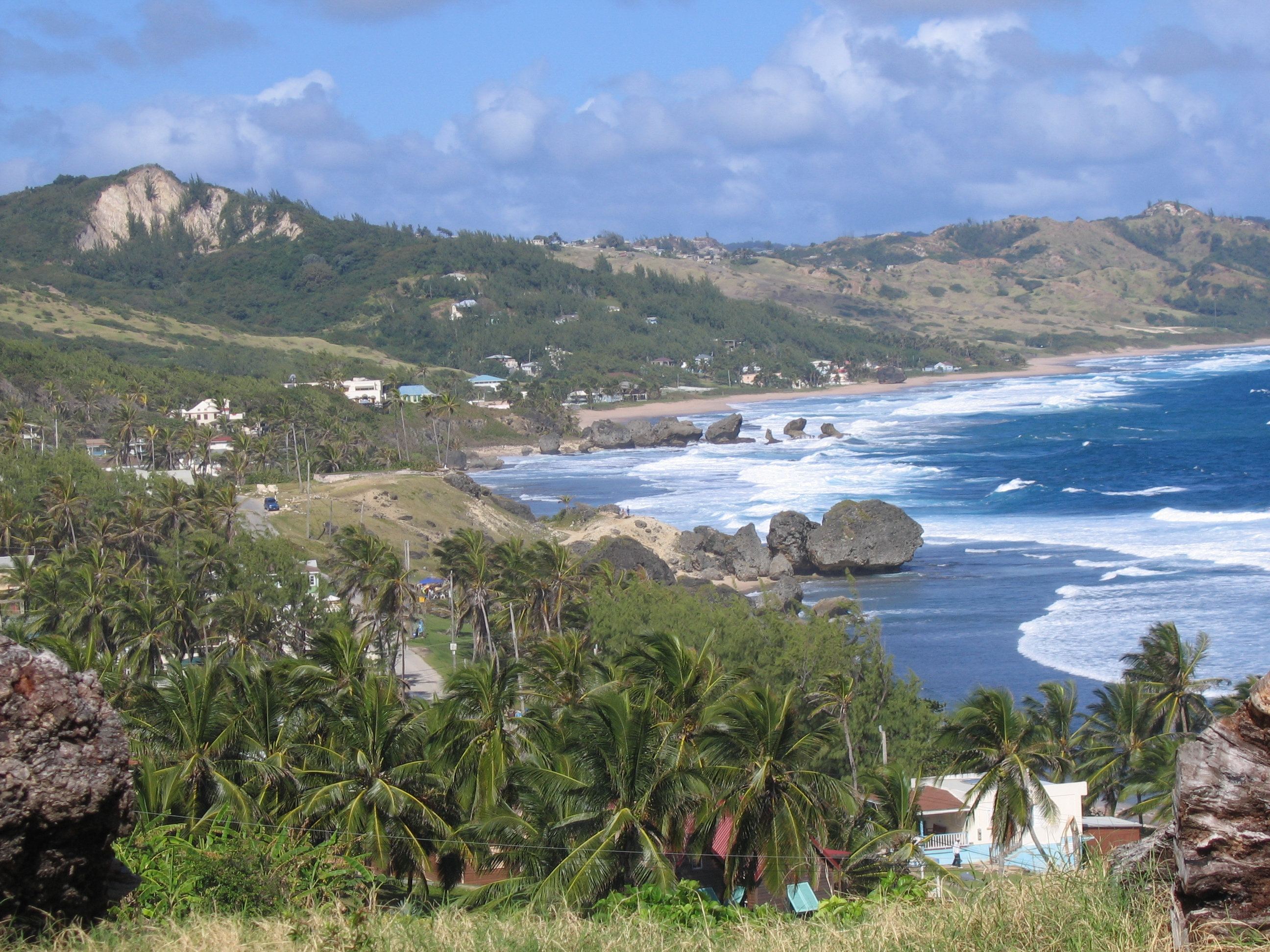
Pobřeží u osady Bathsheba

Barbados je 53. nejbohatší zemí světa podle HDP (hrubý domácí produkt) na obyvatele, s dobře vyvinutou smíšenou ekonomikou a mírně vysokou životní úrovní. Podle Světové banky je Barbados zařazen mezi 66 nejvýznamnějších světových ekonomik s vysokými příjmy. Navzdory tomu studie z roku 2012 ve spolupráci s Karibskou rozvojovou bankou odhalila, že 20 % Barbadiánů žije v chudobě a téměř 10 % nedokáže uspokojit své základní denní stravovací potřeby.[zdroj?]
Historicky byla ekonomika Barbadosu závislá na pěstování cukrové třtiny a souvisejících činnostech, ale od konce 70. a začátku 80. let 20. století se diverzifikovala do odvětví výroby a cestovního ruchu. Ostrov zaznamenal stavební boom s rozvojem a přestavbou hotelů, kancelářských komplexů a domů, částečně kvůli představení kriketového mistrovství světa v roce 2007.

## Osobnosti Barbadosu

### Národní hrdinové
V dubnu 1998 přijal Parlament Barbadosu zákon, kterým zavedl Řád národních hrdinů a zároveň i státní svátek Den národních hrdinů, připadající na 28. dubna. Zákon zároveň určil deset prvních držitelů tohoto ocenění. V roce 2021 pak byl řád udělen Rihanně.
- Bussa († 1816), vůdce povstání barbadoských otroků
- Sarah Ann Gill (1795–1866), metodistická aktivistka
- Samuel Jackman Prescod (1806–1871), první barbadoský poslanec s černošskými předky
- Charles Duncan O'Neal (1879–1936), lékař a politik
- Grantley Herbert Adams (1898–1987), první premiér Barbadosu a první a jediný premiér Západoindické federace
- Clement Osbourne Payne (1904–1941), zakladatel odborového hnutí na Barbadosu
- Hugh Worrell Springer (1913–1994), politik a odborář
- Frank Leslie Walcott (1916–1999), odborář, politik a diplomat
- Errol Walton Barrow (1920–1987), první premiér nezávislého Barbadosu
- Garfield St Auburn Sobers (* 1936), vynikající hráč kriketu

### Ostatní
- Frank Worrell (1924–1967), hráč kriketu
- Everton DeCourcey Weekes (* 1925), hráč kriketu
- George Lamming (* 1927), básník a spisovatel
- Austin Clarke (* 1934), spisovatel a esejista
- Robyn Rihanna Fenty (* 1988), zpěvačka
- Carl Cox (* 1962), DJ a producent
- Zane Maloney (* 2003), závodní jezdec F2